# Matej Jurčo
Matej Jurčo (Poprad, 8 agosto 1984) è un ex ciclista su strada slovacco.

## Palmarès

### Strada
- 2002 (Juniores, quattro vittoria)

1ª tappa Tour du Lorraine Junior (Nancy > Commercy)
1ª tappa Oberösterreich Juniorenrundfahrt (Asten > Hald)
Classifica generale Oberösterreich Juniorenrundfahrt
Classifica generale Coupe du Président de la Ville de Grudziądz
- 2003 (De Nardi-Colpack, quattro vittorie)

5ª tappa Tour d'Égypte (Nuweiba > Nuweiba)
Campionati slovacchi, Prova a cronometro Under-23
1ª tappa Okolo Slovenska (Žilina > Žilina)
5ª tappa Tour de Hongrie (Budapest > Budapest)
- 2004 (De Nardi-Piemme Telecom, una vittoria)

Campionati slovacchi, Prova a cronometro Elite
- 2005 (Domina Vacanze, una vittoria)

Campionati slovacchi, Prova a cronometro Elite
- 2006 (Milram, una vittoria)

Campionati slovacchi, Prova a cronometro Elite
- 2008 (Milram, due vittorie)

Campionati slovacchi, Prova in linea Elite
Campionati slovacchi, Prova a cronometro Elite
- 2010 (Dukla Trenčín Merida, una vittoria)

1ª tappa Vuelta Ciclista al Uruguay (Durazno > Tacuarembó)
- 2011 (Dukla Trenčín Merida, una vittoria)

1ª tappa Dookoła Mazowsza (Nowy Dwór Mazowiecki > Nowy Dwór Mazowiecki)
- 2012 (Whirlpool-Author, una vittoria)

4ª tappa Czech Cycling Tour (Olomouc > Olomouc)

#### Altri successi
- 2003 (De Nardi-Colpack)

Classifica giovani Okolo Slovenska
Prologo Tour de Hongrie
- 2012 (Whirlpool-Author)

Prologo Czech Cycling Tour (Uničov, cronosquadre)

## Piazzamenti

### Grandi Giri
- Giro d'Italia

2008: 129º
- Vuelta a España

2005: ritirato (18ª tappa)
2007: 134º
2008: 81º

### Classiche monumento
- Giro delle Fiandre

2005: 79º
- Parigi-Roubaix

2005: ritirato
- Liegi-Bastogne-Liegi

2006: 104º
2007: ritirato
2008: 100º
- Giro di Lombardia

2004: ritirato
2005: ritirato
2006: 69º
2008: ritirato

### Competizioni mondiali
- Campionati del mondo

Lisbona 2001 - Cronometro Junior: 20º
Lisbona 2001 - In linea Junior: 48º
Zolder 2002 - Cronometro Junior: 10º
Zolder 2002 - In linea Junior: 5º
Hamilton 2003 - Cronometro Under-23: 19º
Hamilton 2003 - In linea Under-23: 14º
Verona 2004 - In linea Elite: fuori tempo massimo
Salisburgo 2006 - In linea Elite: 122º
Stoccarda 2007 - In linea Elite: ritirato
Varese 2008 - Cronometro Elite: 17º
Copenaghen 2011 - Cronometro Elite: 38º
Valkenburg 2012 - Cronometro Elite: 30º
Valkenburg 2012 - In linea Elite: 91º
Toscana 2013 - Cronometro Elite: 47º
Toscana 2013 - In linea Elite: ritirato
- Giochi olimpici

Atene 2004 - In linea: ritirato
Atene 2004 - Cronometro: 35º
Pechino 2008 - In linea: ritirato
Pechino 2008 - Cronometro: 29º

### Competizioni europee
- Campionati europei

Atene 2003 - Cronometro Under-23: 8º
Atene 2003 - In linea Under-23: 16º